# Świat nudów
Świat nudów (fr. Le Monde où l’on s’ennuie) – komedia Édouarda Paillerona w trzech aktach. Prapremiera odbyła się w Paryżu 25 kwietnia 1881.

## Treść
Fabuła osnuta jest wokół wątku romansowego: Roger de Ceran zakochuje się w młodziutkiej i niewinnej Zuzannie de Villers, co bardzo nie podoba się jego matce, która wychowała z myślą o błyskotliwej karierze. W tle ukazany jest pełen obłudy, intryg i próżnych rozrywek świat możnych z paryskich salonów. 

## Ekranizacje
- Le monde où l'on s'ennuie (1935, reż. Jean de Marguenat)[4]
- Il mondo della noia (1962, reż. Flaminio Bollini)[5]

## Świat nudóww Polsce
Przekładów utworu na język polski dokonali: Jan Arwin, Edward Lubowski i Ludwik Masłowski. Utwór inscenizowany był w październiku 1881 r. w teatrze krakowskim i warszawskim. W XX w. jego popularność w polskich teatrach spadła. W 1930 r. był inscenizowany w Teatrze Polskim w Poznaniu (reż. Stanisława Wysocka).